# Seznam chráněných území v okrese Hlohovec
Toto je seznam chráněných území v okrese Hlohovec aktuální k roku 2017, ve kterém jsou uvedena chráněná území v oblasti okresu Hlohovec.
| Kód | Obrázek | Typ | Název       | Rozloha (ha) | Galerie Commons                                           | Popis území | Souřadnice                       |
| --- | ------- | --- | ----------- | ------------ | --------------------------------------------------------- | ----------- | -------------------------------- |
| 899 |         | CHA | Dedova jama | 29,5700      |                                                           |             |                                  |
| 39  | Dubník  | NPR | Dubník      | 165,1900     | Kategorie „Dubník (chránené územie)“ na Wikimedia Commons |             | 48°19′18″ s. š., 17°47′13″ v. d. |
| 99  |         | CHA | Malé Vážky  | 3,4877       |                                                           |             |                                  |
| 149 |         | PR  | Sedliská    | 5,8539       |                                                           |             |                                  |